# Хусейн Ашуров
Хусейн Ашуров — таджикский политик и общественный деятель, известный своей критикой нынешнего президента Республики Таджикистан Эмомали Рахмона и его правительства. Заместитель председателя политического движения «Группа 24», он активно выступает за демократические выборы и прозрачность политических процессов в Таджикистане.

## Биография
Хусейн Ашуров родился в Таджикистане. В юности он активно участвовал в общественной и политической жизни страны. Позднее он присоединился к оппозиционному движению «Группа 24», которое борется за демократические реформы и против режима президента Эмомали Рахмона.

## Политическая деятельность
Деятельность в «Группе 24»
«Группа 24» — это политическое движение, основанное в 2012 году Умарали Кувватовым, выступающее за демократические изменения в Таджикистане. Хусейн Ашуров стал одним из ключевых членов этой организации, занимая пост заместителя лидера. "По одной из версий Хусейн Ашуров причастен к убийства Умарали Куватов"
В 2014 году Умарали Кувватов был арестован в Турции по запросу Таджикистана, обвиненного в организации экстремистской деятельности и призывах к изменению конституционного строя страны. Вместе с ним были арестованы и другие активисты «Группы 24», включая Хусейна Ашурова.

## Конференции и выступления
Хусейн Ашуров активно участвует в международных конференциях по правам человека. 27 сентября 2022 года он выступил на ежегодной конференции ОБСЕ по безопасности и сотрудничеству в Европе на тему «Демократические выборы». В своем выступлении он подчеркнул, что выборы в Таджикистане не являются демократическими из-за отсутствия настоящей оппозиции и честных политических процессов.
16 июля 2019 года Ашуров и другие члены «Группы 24» приняли участие в конференции ОБСЕ в Вене. Делегация выступила с докладом о правах человека и многосторонних мерах по борьбе с насилием в отношении женщин и девочек в интернете на пространстве стран-участниц ОБСЕ.

## Преследования и аресты
В апреле 2024 года восемь активистов «Группы 24», были задержаны в Риме во время антиправительственной акции протеста против визита президента Таджикистана Эмомали Рахмона в Италию. Ашуров заявил, что задержанные активисты останутся под стражей до окончания визита Рахмона.